# Сабракамани
Сабракамани — царь Куша (Нубия), правивший в первой половине III века до н. э.
Имя Сабракамани упоминается лишь в одной найденной надписи из храма Амуна (Кава). В её сильно разрушенном тексте называется также предшественник Сабракамани, царь Ири-Пийеко. Поскольку в надписи исправлено как минимум два начертания имени Арикаманиноте, это расценивается как признак того, что Сабракамани правил Кушем позднее упомянутого властителя.
Захоронение — Bar. 7, Джебель-Баркал.